# Ballyhoo
Ballyhoo — американский литературно-художественный сатирический журнал, выходивший в 1931—1939 гг. Издавался компанией Dell Publishing, главный редактор Норман Энтони. Название журнала буквально означает рыбу Hemiramphus brasiliensis (бразильский полурыл); благодаря книге Сайласа Бента «Баллиху: Голос прессы» (англ. Ballyhoo: The Voice of the Press; 1927) это название стало означать дутую, невероятно преувеличенную рекламу.
Возникнув в разгар Великой Депрессии, журнал подвергал осмеянию и издевательству ценности, связанные с потреблением (и сегодня рассматривается как один из ранних медийных протестов против нарождающегося консумеризма). Постоянной темой для сарказма был Сухой закон в США. В каждом номере публиковался комикс, однако наибольшей популярностью пользовались мелкие публикации, особенно пародийные рекламные объявления. Успех журнала привёл к тому, что рекламодатели стали предлагать в него действительные рекламные объявления — которые, согласно политике издания, окружались насмешливыми репликами с тем, чтобы свести различие между настоящей и пародийной рекламой к минимуму.
Первый выпуск журнала разошёлся полностью в течение недели, и через полгода тираж Ballyhoo дошёл до двух миллионов экземпляров. В 1934 г. журнал приносил издателю до миллиона долларов прибыли. Небывалая популярность издания вызвала появление многочисленных аналогичных журналов, из которых наибольшую известность приобрёл Hooey. В 1932 г. редакция журнала открыла собственное эстрадное шоу Ballyhoo of 1932, с участием братьев Ховард и Льюиса Генслера, а также впервые получившего на Бродвее значительный ангажемент Боба Хоупа; шоу, в котором объектом шуток было практически что угодно (от Греты Гарбо до чернокожих проповедников), выдержало 95 представлений.
По мере нарастания политической напряжённости в США с приближением Второй мировой войны популярность Ballyhoo начала падать, журнал стал более политизированным и в итоге был закрыт. В послевоенные годы его дважды, в 1948 и 1952 гг., пытались возобновить, но без особого успеха. В 1950-е гг. одноимённые журналы-ремейки выпускались также в Великобритании и Австралии.